# 인면조
인면조(人面鳥)는 사람의 얼굴을 한 새로, 여러 신화에서 등장한다. 사람의 얼굴을 한 새[鳥]로 세계 각지의 신화에 등장하는 상상의 동물이다. 반은 사람, 반은 새의 모습인 반인반조(半人半鳥)의 형상을 하고 있는데, 얼굴은 사람이고 몸은 새인 모습 또는 상반신은 사람이고 하반신은 새인 모습으로 나타난다. 인간 여성인 모습이 대부분이며 남성인 경우도 있다.
인면조는 삼국시대 고분미술에 종종 등장하는 소재로 하늘과 땅을 이어주는 상서로운 새로 알려져 있다. 고구려의 경우에는 안악 3호분, 덕흥리 고분, 삼실총, 무용총 등 여러 고분 벽화에서 찾아 볼 수 있다. 1976년 발견된 평안남도 남포시 덕흥리 고분에 그려진 천추(天秋)나 만세(萬歲)라는 이름의 인면조들은 천년, 혹은 만년을 산다고 알려진 장생을 상징하는 상서로운 존재들이다. 신라의 경우에는 경주 식리총 출토 금동식리에 인면조가 나타나 있다. 백제에서는 백제금동대향로에 모두 4마리의 인면조가 등장하며, 무령왕릉에서 출토된 동탁은잔과 능산리 출토 금동대향로에도 인면조가 그려져 있다. 특히 동탁은잔의 인면조는 고구려의 천추, 만세와 같이 장생을 상징하는 서수로서의 존재와 같은 것이라는 의견이 많지만, 한편으로는 날개 앞쪽으로 연꽃을 들고 있다는 점에서 불교의 가릉빈가라는 의견도 있다. 가릉빈가는 고대 인도 신화와 불경에 등장하는 상상의 새로, 히말라야에서 태어난 불사조이자 부처의 말씀을 전하는 새이다.
한편, 2018년 동계 올림픽 개막식에 인면조가 등장해 전 세계인의 이목을 끌었다. 인면조의 생김새는 전세계적으로 많은 사람들의 다양한 반응을 이끌어냈다. 무섭게 생기고 기괴하게 생겼다는 부정적인 의견과 그들의 문화를 존중해주고 신화 속 생명체를 처음 봐서 신기하다는 긍정적인 의견이 있었다.

## 동아시아
산해경 대황북경편에는 이런 말이 있다.
북해의 물가에 신이 있는데, 사람의 얼굴과 새의 몸을 하고 있고 양쪽 귀에 푸른 뱀을 걸고 양쪽 발로는 붉은 뱀을 밟고 있으며 이름은 우강이라 한다.
대황에는 북극천궤라는 산이 있는데 바닷물이 북쪽에서 들어온다. 신이 있는데, 머리 아홉개에 사람의 얼굴과 새의 몸을 하고 있고 이름은 구봉이라 한다.

北海之渚中，有神，人面鳥身，珥兩青蛇，踐兩赤蛇，名曰禺彊。
大荒之中，有山名曰北極天櫃，海外北注焉。有神，九首人面鳥身，名曰九鳳。
— 산해경 대황북경

또한 포박자 대속편에는 이런 말이 있다.
천세(千歲)는 새고, 만세(萬歲)는 날짐승인데, 모두 사람의 얼굴이나 몸은 새이며, 수명은 마치 그 이름과 같다.

千歲之鳥，萬歲之禽，皆人面而鳥身，壽亦如其名。— 포박자 3권 대속(對俗)편

천세는 천추(千秋)라고도 불리며, 천추와 만세는 고구려 벽화 등에도 드러나 있다. 한국에서는 5세기 이후의 고구려와 백제의 고분에서 인면조(人面鳥)의 형상을 나타낸 유물이나 벽화가 발견된다. 충청남도 공주의 무령왕릉에서 출토된 동탁은잔(銅托銀盞)의 받침에는 중심부의 연꽃무늬 주위로 인면조가 음각으로 새겨져 있다. 머리와 팔은 사람이고 몸은 새인데, 머리에 새의 깃털이 달린 화관을 쓰고 있다. 고구려의 고분인 평안남도 대안(大安)의 덕흥리 벽화무덤과 만주 집안현(集安縣)의 무용총(舞踊塚)에서도 인면조가 그려진 벽화가 발견된다. 특히 무용총의 천장에 그려진 인면조는 신선들이 즐겨 쓰던 긴 모자를 쓰고 있어서 불교와 도교 문화가 융합된 모습을 보이고 있다.

## 불교
불교에서 칼라빈카(कलविङ्क) 또는 가릉빈가(迦陵頻迦)는 극락정토에서 사는 불로불사의 인면조이다. 고구려, 백제의 고분에서 발견되는 인면조 문양은 불교의 가릉빈가(迦陵頻迦)의 영향을 받아 정토(淨土)로의 극락왕생(極樂往生)을 기원하는 의미를 담고 있는 것으로 해석된다. 산스크리트어 ‘칼라빈카(kalavinka)’를 한자로 표기해 나타낸 가릉빈가는 《아미타경(阿彌陀經)》에서 공명조(共命鳥)와 함께 극락정토에 사는 것으로 나오는 새이다. 이 새는 상반신은 사람, 하반신은 새의 모습이라고 하는데, 껍질을 깨고 나오기 전부터 매우 아름답고 묘한 소리를 낸다고 한다. 그래서 묘음조(妙音鳥)나 호성조(好聲鳥)ㆍ일음조(逸音鳥)ㆍ묘성조(妙聲鳥)라고도 불리며, 부처의 가르침을 상징하는 새로 여겨진다. 한국뿐 아니라 중국, 일본 등 동아시아의 불교미술에서는 가릉빈가를 묘사한 유물이 폭넓게 발견되는데, 둔황[敦煌]의 벽화에는 춤추거나 음악을 연주하고 있는 모습으로도 표현되어 있다.
한편, 불교의 가릉빈가는 인도 신화의 영향을 받아 나타난 것이다. 인도 신화에서 인드라 신을 섬기며 천계(天界)의 음악을 연주하는 간다르바[Gandharva, 불교의 건달바(乾闥婆)]는 상반신이 남성이며, 황금 날개와 새나 말의 하반신을 한 모습으로 형상화된다. 타이 등의 동남아시아 불교에서는 건달바와 함께 음악을 담당하는 천신이며, 불법을 수호하는 8신인 천룡팔부중(天龍八部衆)에 속하는 긴나라(緊那羅)가 상반신은 인간, 하반신은 새의 모습을 한 모습으로 묘사되기도 한다.

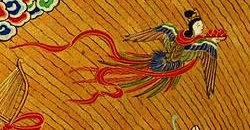
일본 아미타경변상(阿弥陀経変相)에 등장하는 칼라빈카.

## 도교
인면조는 중국의 전통 신화나 도교 문화에도 등장한다. 《산해경(山海經)》의 〈대황북경(大荒北經)〉에는 북해(北海)와 대황(大荒)에 각각 ‘우강(禺彊)’과 ‘구봉(九鳳)’이라는 인면조가 산다고 기록되어 있다. 모두 사람의 얼굴과 새의 몸을 하고 있는데, 우강은 두 귀에 청사(青蛇)를 달고 두 발로는 적사(赤蛇)를 밟고 있으며, 구봉은 머리가 아홉 개라고 한다. 그리고 4세기에 갈홍(葛洪)이 쓴 《포박자(抱朴子)》의 〈대속(對俗)〉 편에는 ‘천세(千歲)’와 ‘만세(萬歲)’라는 이름의 인면조가 등장한다. 이들도 사람의 얼굴에 새의 몸을 하고 있으며, 이름처럼 오래 산다고 기록되어 있다.

## 아랍
시무르그(سيمرغ)는 이란 신화에 등장하는 거대한 새인데, 사람의 얼굴을 하고 있다는 전설도 있다.

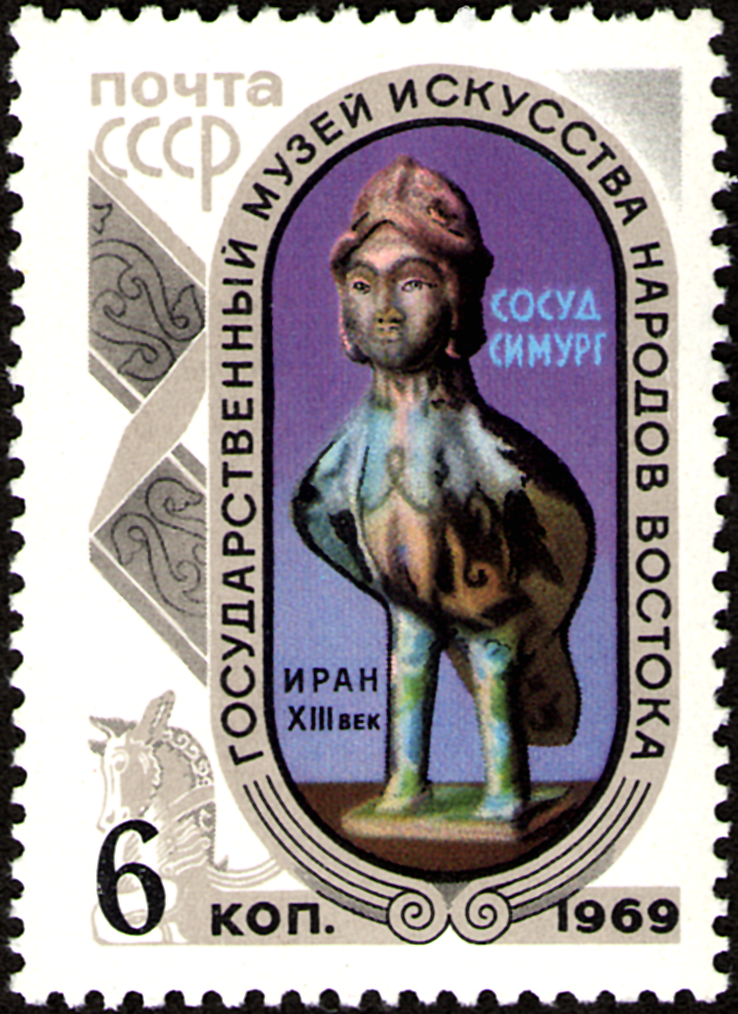
시무르그 모양의 물병을 담은 우표.

## 유럽
유럽에서는 인면조를 불길한 동물로 묘사한다.
그리스 신화에서 세이렌은 여성의 얼굴에 독수리의 몸을 가진 동물인데, 바다를 항해하는 배를 유혹하여 침몰시킨다고 전해진다.
역시 그리스 신화에 등장하는 하르피이아는 반은 인간이고 반은 새인데, 인간을 잡아먹는다고 전해진다.
인면조는 그리스ㆍ로마의 신화에도 등장한다. 호메로스(Homeros)와 헤시오도스(Hesiodos) 등의 기록에는 ‘세이렌(Siren)’이라는 이름의 인면조가 등장한다. 처음에는 머리만 인간이고 몸통은 새의 모습으로 그려졌지만, 점차 상반신 전체가 악기를 든 아름다운 여성의 모습으로 묘사되었다. 세이렌은 매우 달콤한 소리로 뱃사람을 유혹해 그들이 탄 배를 침몰시킨다고 여겨졌다. 베르길리우스(Publius Vergilius Maro)의 《아이네이스》 등에는 ‘하르피이아(Harpy)’라는 이름의 인면조가 등장한다. 전설에 따르면 하르피이아는 여자의 얼굴을 가진 새인데, 바람보다도 빠르게 날아다니면서 아이들과 인간의 영혼을 잡아먹는다고 한다.

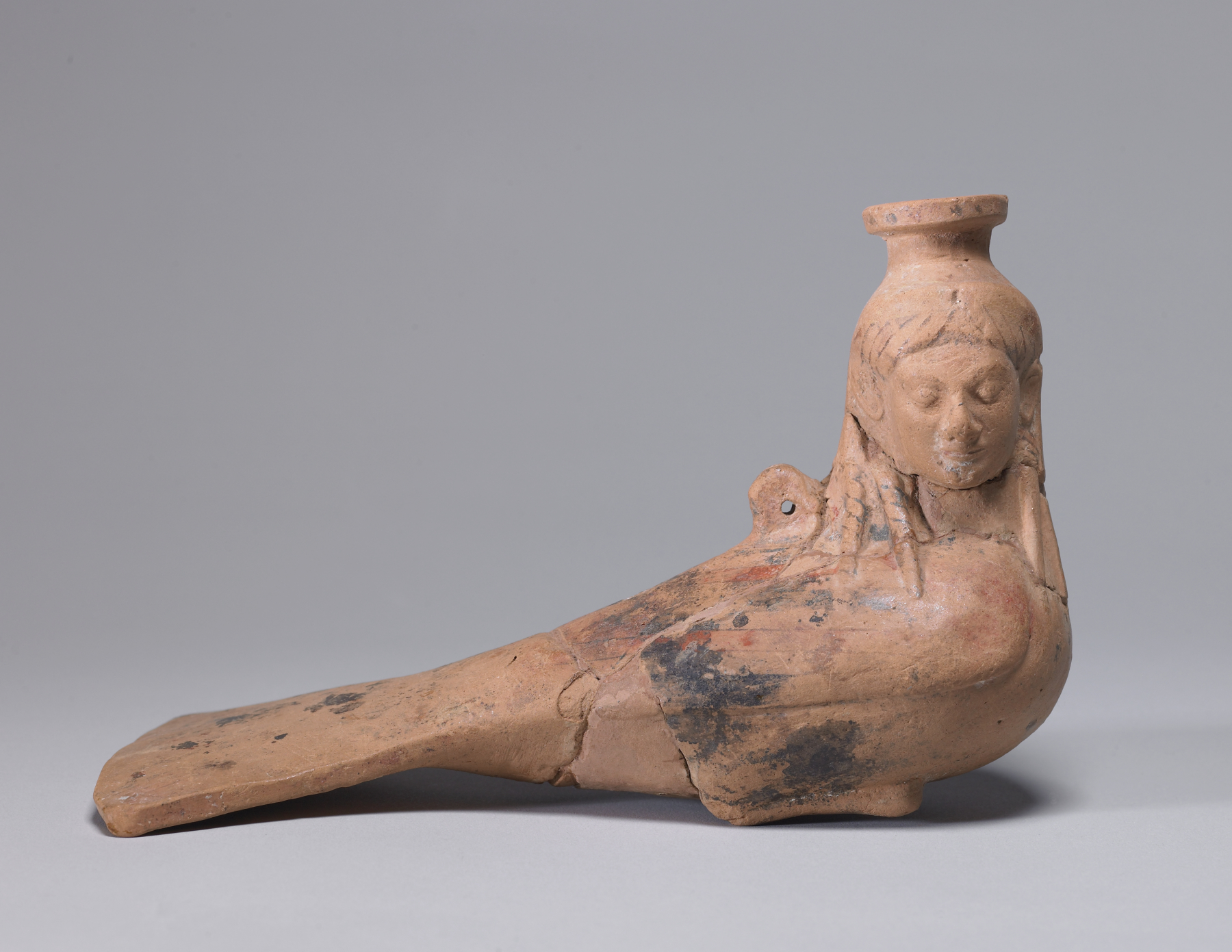
세이렌 모양의 화병.
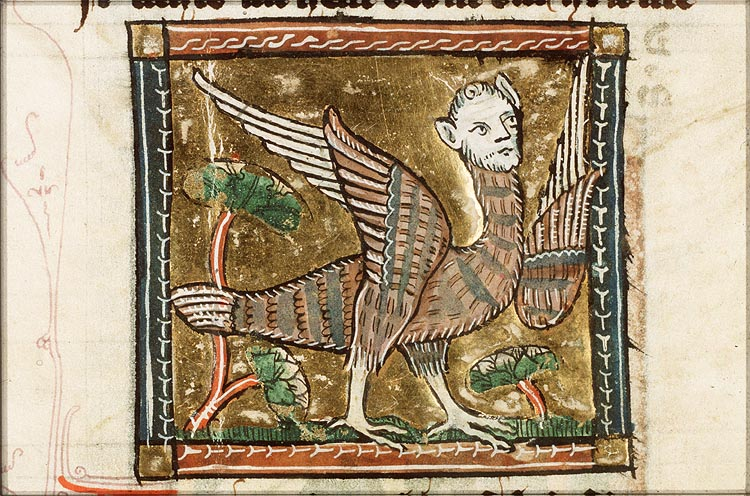
하르피이아.

## 같이 보기
- 시무르그

## 참고 문헌
1. ↑  “평창 개막식 ‘신스틸러’ 인면조…어디서 유래했나보니”. 《서울신문》. 2018년 2월 10일. 2018년 6월 24일에 확인함.
2. ↑  권지혜. ““실검 1위” 인면조 만든 배일환 미술감독 인터뷰”. 《위키트리》. 2018년 6월 24일에 확인함.
3. ↑  “인면조, 고구려 벽화 속 모습은? ‘구현 잘 했다’”. 《한국스포츠경제》. 2018년 2월 9일. 2018년 6월 24일에 확인함.
4. ↑  정재서 (2006). 《한국 도교 의 기원 과 역사》. Ewha Womans University Press. ISBN 9788973007127.
5. ↑  “인면조, 신도 요괴도 아닌”. 2018년 2월 11일. 2018년 6월 24일에 확인함.
6. ↑  “'인면조' 쇼크…"잊혔던 동아시아인의 오랜 꿈"”. 2018년 6월 24일에 확인함.
7. ↑  크리스천투데이 (2018년 2월 11일). “평창올림픽 개회식, 그리고 역사 속 ‘인면조’와 신화적 내세관”. 《크리스천투데이 ChristianToday》. 2018년 6월 24일에 확인함.